# Iglesia de San Cecilio
La iglesia de San Cecilio es un templo católico de la ciudad española de Granada, comunidad autónoma de Andalucía.

## Descripción
La iglesia, sita en la calle de la Parra de San Cecilio, se mantuvo cristiana durante la dominación árabe. Aparece descrita en el Estudio descriptivo de los monumentos árabes de Granada, Sevilla y Córdoba (1885) de Rafael Contreras y Muñoz con las siguientes palabras:

San Cecila. En el campo del Príncipe, que ya hemos citado otra vez, se halla esta iglesia, con su portada semejante á las anteriores, aunque no tan buena. Este templo fué de cristianos durante la dominación árabe y dedicado á los que habitaban toda la Antequeruela, los cuales se hallaban mezclados con pobladores judíos. Otros edificios de tercer orden deben pasar aquí desconocidos por su poca importancia.
(Contreras y Muñoz, 1885, pp. 376-377)